# Yaowapa Boorapolchai
Yaowapa Boorapolchai (thailändisch เยาวภา บุรพลชัย; * 6. September 1984) ist eine ehemalige thailändische Taekwondoin.

## Karriere
Yaowapa gewann bei den Asienspielen 2002 in Busan Silber in der Gewichtsklasse bis 51 Kilogramm, 2006 sicherte sie sich in Doha Bronze in der Gewichtsklasse bis 47 Kilogramm. 2006 wurde sie zudem in Bangkok in derselben Klasse Asienmeisterin. Bei Weltmeisterschaften gewann Yaowapa 2003 in Garmisch-Partenkirchen Bronze (bis 51 Kilogramm) und 2007 in Peking Silber (bis 47 Kilogramm). Im Finale 2007 unterlag sie Wu Jingyu. Zwischen 2003 und 2007 gewann sie bei Universiaden zwei Silbermedaillen und eine Bronzemedaille. Bei den Olympischen Spielen 2004 in Athen scheiterte sie nach einem Auftaktsieg in der ersten Runde an Yanelis Labrada im Viertelfinale. Nach zwei Siegen in der Hoffnungsrunde erhielt Yaowapa in der Gewichtsklasse bis 49 Kilogramm die Bronzemedaille.